# Eva Marie
Eva Marie (sinh ngày 16 tháng 9 năm 1984) là một người mẫu, diễn viên điện ảnh, đô vật chuyên nghiệp người Mỹ. Cô đang chơi ở WWE với tên đeo đai là Eva Marie. Vào năm 2013, Nelson đã ký hợp đồng với WWE, và được giao cho Trung tâm Biểu diễn của WWE ở Tampa, Florida để bắt đầu đào tạo mình.Vào tháng 7 năm 2013, Nelson đã ra vào danh sách biểu diễn chính lần đầu của mình, và sau đó trong tháng sẽ trở thành đô vật chuyên nghiệp.